# عزرا أرمسترونغ
عزرا أرمسترونغ (بالإنجليزية: Ezra Armstrong)‏ (15 ديسمبر 1998 بغاستونيا في الولايات المتحدة - ) هو لاعب كرة قدم أمريكي في مركز الدفاع.

## وصلات خارجية
- عزرا أرمسترونغ على موقع قاعدة بيانات كرة القدم.إي يو (الإنجليزية)
- عزرا أرمسترونغ على موقع Soccerway.com (الإنجليزية)